# Pierre II de Gruyère
Pour les articles homonymes, voir Pierre II et Pierre de Gruyère.
Pierre II de Gruyère, né en 1224 et mort probablement le 5 avril 1304, est un comte de Gruyère, issu de la famille de Gruyère, de la seconde moitié du XIIIe siècle et du début du siècle suivant. 

## Biographie
Pierre semble naître en 1224. Il est le fils aîné de Rodolphe III de Gruyère et de Colombe (Cécile) de Belmont, branche de la Famille de Grandson, il est surnommé « Pierre l'Aîné » et est associé à la gestion du comté depuis 1264. Il est chevalier et avoué de Vevey (chargée de la protection et de la représentation juridique d'une institution ecclésiastique).
Son fils, Pierre, meurt en 1283. L'épouse de ce dernier, Guillemette de Grandson, semble, à partir de 1290/1291, intervenir dans la gestion du comté, portant le titre de comtesse, en 1291. 
Selon Hisely, Pierre meurt le 5 avril 1304, tandis que la notice du Dictionnaire historique de la Suisse indique qu'il serait mort entre 1302 et 1307.

## Mariage et succession
Pierre épouse avant le 23 février 1237/38 Ambrosie, (? - vers le 3 octobre 1267), de qui il a :
- Pierre, (avant 1267 - 3/5 septembre 1283), dit « Pierre le Jeune », seigneur de Montsalvens, ∞ Guillemette de Grandson, dont Pierre III, comte de Gruyère,
- Jeannette, ∞, Willelme/Guillaume de Grandson[7], fils de Pierre Ier, seigneur de Grandson,
- Pierrette/Pétronille,
- Colombe.

## Sceau
Pierre II appose son sceau, à côté de celui de son père, sur un acte de 1264, où il fait l'usage d'une grue est arrêtée.